# Пипиня, Берта
Берта Пипиня (Зиемеле; латыш. Berta Pīpiņa; 28 сентября 1883, Цоде — 14 ноября 1942, Томск) — латвийский политик, писатель, журналист и общественный деятель. Борец за права женщин. Первая латвийская женщина парламентарий. Издатель журнала «Latviete» («Латышка»). Депутат Рижской думы. Член партии Демократический центр. Депутат 4-го Сейма Латвии.

## Биография
Родилась в 1883 году в Цоде. В 1917 году в Петрограде основала Национальную лигу Латвийских женщин. В 1921 году избирается депутатом в Рижскую думу. С 1925 года руководитель лиги Латвийских женщин. С 1931 по 1934 депутат Сейма Латвии. В 1936 году Берта Пипиня была избрана председателем правления Международного женского союза. Участвовала в создание и в дальнейшей работе Демократического центра. Автор романа «Дочка лейясского трактирщика» (латыш. Lejaskrodzinieka meita) о судьбах латышских женщин в конце XIX века. Кавалер ордена Трёх звёзд 4 степени.
В 1941 году была депортирована в Сибирь. Дальнейшая судьба Берты Пипини не известна.